# Vrnograč
Vrnograč es un pueblo de la municipalidad de Velika Kladuša, en el cantón de Una-Sana, Bosnia y Herzegovina.

## Superficie
Posee una superficie de 1,73 kilómetros cuadrados.

## Demografía
Hasta 2013 la población era de 762 habitantes, con una densidad de población de 439,9 habitantes por kilómetro cuadrado.